# Spilosoma baibarana
Spilosoma baibarana là một loài bướm đêm thuộc phân họ Arctiinae, họ Erebidae.